# Mistrzostwa świata w racquetballu
Mistrzostwa świata w racquetballu (ang. Racquetball World Championships) – międzynarodowy turniej racquetballu organizowany przez Międzynarodową Federację Racquetballa (IRF) dla męskich i żeńskich reprezentacji narodowych. Do końcowej klasyfikacji biorą wyniki obu drużyn. Mecze rozgrywane w kategoriach: gra pojedyncza i w parach (dla mężczyzn i kobiet). Pierwsze mistrzostwa odbyły się w dniach 1-2 sierpnia 1981 roku w kalifornijskiej Santa Clarze. Rozgrywki odbywają się od 1984 regularnie co 2 lata. Najwięcej tytułów zdobyła reprezentacja Stanów Zjednoczonych.

## Wyniki
| Rok  | Organizator               | T   |  | Zwycięzca                | II miejsce        | III miejsce |  | Uwagi      |
| 1981 | Santa Clara, USA          | 1   |  | Stany Zjednoczone        | Meksyk            | Japonia     |  | 6 drużyn   |
| 1984 | Sacramento USA            | 2   |  | Stany Zjednoczone        | Kanada            | Holandia    |  | ? drużyn   |
| 1986 | Orlando, USA              | 3/1 |  | Stany Zjednoczone Kanada | -                 | Japonia     |  | 20 drużyn  |
| 1988 | Hamburg, Niemcy Zachodnie | 4   |  | Stany Zjednoczone        | Kanada            | Meksyk      |  | 23 drużyny |
| 1990 | Caracas, Wenezuela        | 5   |  | Stany Zjednoczone        | Kanada            | Meksyk      |  | 28 drużyn  |
| 1992 | Montreal, Kanada          | 6   |  | Stany Zjednoczone        | Kanada            | Meksyk      |  | 32 drużyny |
| 1994 | San Luis Potosí, Meksyk   | 7   |  | Stany Zjednoczone        | Kanada            | Meksyk      |  | 26 drużyn  |
| 1996 | Phoenix, USA              | 8   |  | Stany Zjednoczone        | Kanada            | Meksyk      |  | 29 drużyn  |
| 1998 | Cochabamba, Boliwia       | 9   |  | Stany Zjednoczone        | Kanada            | Meksyk      |  | 32 drużyny |
| 2000 | San Luis Potosí, Meksyk   | 2   |  | Kanada                   | Stany Zjednoczone | Meksyk      |  | 33 drużyny |
| 2002 | San Juan, Portoryko       | 10  |  | Stany Zjednoczone        | Kanada            | Meksyk      |  | 33 drużyny |
| 2004 | Seul, Korea Południowa    | 11  |  | Stany Zjednoczone        | Kanada            | Meksyk      |  | 28 drużyn  |
| 2006 | Santo Domingo, Dominikana | 12  |  | Stany Zjednoczone        | Kanada            | Meksyk      |  | 23 drużyny |
| 2008 | Kingscourt, Irlandia      | 13  |  | Stany Zjednoczone        | Boliwia           | Meksyk      |  | 14 drużyn  |
| 2010 | Seul, Korea Południowa    | 14  |  | Stany Zjednoczone        | Kanada            | Boliwia     |  | 21 drużyna |
| 2012 | Santo Domingo, Dominikana | 15  |  | Stany Zjednoczone        | Meksyk            | Kanada      |  | 22 drużyny |
| 2014 | Burlington, Kanada        | 16  |  | Stany Zjednoczone        | Meksyk            | Boliwia     |  | 21 drużyna |
| 2016 | Cali, Kolumbia            | 1   |  | Meksyk                   | Stany Zjednoczone | Boliwia     |  | 20 drużyn  |
| 2018 | San José, Kostaryka       | 2   |  | Meksyk                   | Stany Zjednoczone | Boliwia     |  | 18 drużyn  |

## Klasyfikacja medalowa
W dotychczasowej historii Mistrzostw świata na podium oficjalnie stawało w sumie 6 drużyn. Liderem klasyfikacji są Stany Zjednoczone, którzy zdobyli 16 tytułów mistrzowskich.
Stan na grudzień 2018.
| Lp. | Reprezentacja | Miejsca na podium | Miejsca na podium | Miejsca na podium | Zwycięskie sezony |   |   |                                                                                                |
| --- | ------------- | ----------------- | ----------------- | ----------------- | ----------------- | - | - | ---------------------------------------------------------------------------------------------- |
| Lp. | Reprezentacja | 1.                | Stany Zjednoczone | 16                | Zwycięskie sezony | 3 | 0 | 1981, 1984, 1986, 1988, 1990, 1992, 1994, 1996, 1998, 2002, 2004, 2006, 2008, 2010, 2012, 2014 |
| 2.  | Kanada        | 2                 | 11                | 1                 | 1986, 2000        |   |   |                                                                                                |
| 3.  | Meksyk        | 2                 | 3                 | 11                | 2016, 2018        |   |   |                                                                                                |
| 4.  | Boliwia       | 0                 | 1                 | 4                 |                   |   |   |                                                                                                |
| 5.  | Japonia       | 0                 | 0                 | 2                 |                   |   |   |                                                                                                |
| 6.  | Holandia      | 0                 | 0                 | 1                 |                   |   |   |                                                                                                |